# Sporty szachowe na Halowych Igrzyskach Azjatyckich 2007
Szachy na Halowych Igrzyskach Azjatyckich 2007 w Makau odbyły się w klubie strzeleckim Macau International Shooting Range od 26 października do 3 listopada. Rozegrano cztery odmiany szachów - szachy błyskawiczne, szachy szybkie, szachy w wersji standardowej (klasyczne) oraz szachy chińskie, które były konkurencją pokazową podczas tych igrzysk. Tabelę medalową zawodów zdominowali szachiści reprezentujący Indie.  

## Szachy błyskawiczne
| Konkurencja             |                                                                                 | | |
| ----------------------- | ------------------------------------------------------------------------------- | --- | --- |
| Mężczyźni indywidualnie | Krishnan Sasikiran                                                              | Murtas Każgalejew | Elshan Moradiabadi |
| Mężczyźni indywidualnie | Krishnan Sasikiran                                                              | Murtas Każgalejew | Bu Xiangzhi |
| Kobiety indywidualnie   | Koneru Humpy                                                                    | Zhu Chen | Irene Kharisma Sukandar |
| Kobiety indywidualnie   | Koneru Humpy                                                                    | Zhu Chen | Phạm Bích Ngọc |
| Zespół mieszany         | Chiny · Ni Hua · Wang Hao · Zhang Pengxiang · Zhao Xue · Hou Yifan · Ruan Lufei | Indie · Krishnan Sasikiran · Surya Shekhar Ganguly · Subramanian Arun Prasad · Koneru Humpy · Tania Sachdev · Harika Dronavalli | Kazachstan · Murtas Każgalejew · Anuar Ismagambetow · Jewgienij Władimirow · Gulmira Dauletowa · Aigerim Rysbajewa · Marija Siergiejewa |

## Szachy szybkie
| Konkurencja             | |                                                                                             | |
| ----------------------- | --- | ------------------------------------------------------------------------------------------- | --- |
| Mężczyźni indywidualnie | Krishnan Sasikiran | Mohammed Al-Modiahki                                                                        | Bu Xiangzhi |
| Mężczyźni indywidualnie | Krishnan Sasikiran | Mohammed Al-Modiahki                                                                        | Nguyễn Ngọc Trường Sơn                                                                                                 |
| Kobiety indywidualnie   | Harika Dronavalli | Shadi Paridar                                                                               | Catherine Perena |
| Kobiety indywidualnie   | Harika Dronavalli | Shadi Paridar                                                                               | Nguyễn Thị Thanh An |
| Zespół mieszany         | Indie · Krishnan Sasikiran · Surya Shekhar Ganguly · J. Deepan Chakkravarthy · Koneru Humpy · Harika Dronavalli · Tania Sachdev | Wietnam · Nguyễn Ngọc Trường Sơn · Lê Quang Liêm · Nguyễn Thị Thanh An · Hoàng Thị Bảo Trâm | Iran · Ehsan Ghaemmaghami · Elshan Moradi · Homayoun Tofighi · Shadi Paridar · Shayesteh Ghaderpour · Mitra Hejazipour |

## Szachy klasyczne
| Konkurencja             |                                                                           | | |
| ----------------------- | ------------------------------------------------------------------------- | --- | --- |
| Mężczyźni indywidualnie | Ni Hua                                                                    | Murtas Każgalejew | Bayarsaikhany Gündavaa |
| Mężczyźni indywidualnie | Ni Hua                                                                    | Murtas Każgalejew | Mas Hafizulhelmi |
| Kobiety indywidualnie   | Zhu Chen                                                                  | Hou Yifan | Harika Dronavalli |
| Kobiety indywidualnie   | Zhu Chen                                                                  | Hou Yifan | Siti Zulaikha |
| Zespół mieszany         | Chiny · Bu Xiangzhi · Ni Hua · Wang Hao · Xu Yuhua · Hou Yifan · Zhao Xue | Indie · Krishnan Sasikiran · Surya Shekhar Ganguly · J. Deepan Chakkravarthy · Koneru Humpy · Harika Dronavalli · Subbaraman Meenakshi | Wietnam · Nguyễn Anh Dũng · Lê Quang Liêm · Nguyễn Ngọc Trường Sơn · Nguyễn Thị Thanh An · Lê Kiều Thiên Kim · Hoàng Thị Bảo Trâm |

## Szachy chińskie
| Konkurencja                         |               |                |             |
| ----------------------------------- | ------------- | -------------- | ----------- |
| Mężczyźni indywidualnie             | Xu Yinchuan   | Nguyễn Vũ Quân | Lei Kam Fun |
| Kobiety indywidualnie               | Ngô Lan Hương | Chen Lichun    | Teo Sim Hua |
| Szachy chińskie szybkie - mężczyźni | Wang Yang     | Kng Ter Yong   | Choi Hou Wa |
| Drużynowo mężczyzn                  | Chiny         | Wietnam        | Hongkong    |

## Tabela medalowa zawodów
| Poz. | Państwo    |   |   |   |   |
| ---- | ---------- | - | - | - | - |
| 1    | Indie      | 5 | 2 | 1 | 8 |
| 2    | Chiny      | 3 | 1 | 2 | 6 |
| 3    | Katar      | 1 | 2 | 0 | 3 |
| 4    | Kazachstan | 0 | 2 | 1 | 3 |
| 5    | Wietnam    | 0 | 1 | 4 | 5 |
| 6    | Iran       | 0 | 1 | 2 | 3 |
| 7    | Malezja    | 0 | 0 | 2 | 2 |
| 8    | Indonezja  | 0 | 0 | 1 | 1 |
| 8=   | Mongolia   | 0 | 0 | 1 | 1 |
| 8=   | Filipiny   | 0 | 0 | 1 | 1 |